# Tim Cox
Tim Cox est un réalisateur et scénariste américain.

## Filmographie
- Mammoth (2006)
- Larva (2005)
- Predatorman (Alien Lockdown) (2004)
- The Man with No Eyes (2001)
- Miss Nobody (2010)